# François d'Eudemare
François d’Eudemare, né vers 1580 à Rouen où il est mort le 2 juillet 1635, était un traducteur, historien et poète français.

## Biographie
Chanoine de la cathédrale de Rouen, François d’Eudemare est surtout connu pour une histoire de Guillaume le Conquérant publiée en 1626 par Nicolas Ango, sous le titre d’ Histoire excellente et héroïque du roi Williaume le Bastard, jadis roi d’Angleterre et duc de Normandie, et qui a vu en 1629 une seconde édition revue et complétée par l'auteur, à Rouen, chez la veuve d'Antoine Orange. On a encore de cet ecclésiastique le Promenoir sacerdotal et les Tapisseries sacrées et Histoire des nopces sacrées de saint Joseph et de la glorieuse Vierge Marie.
L’abbé d’Eudemare cultivait aussi la poésie, mais on ne connaît de lui, dans ce genre, qu’un sonnet adressé à la ville de Rouen, à l’occasion de l’entrée de Henri IV dans cette ville le 16 octobre 1596.

## Œuvres
- Histoire excellente et héroïque du roi Williaume le Bastard, jadis roi d’Angleterre et duc de Normandie, Rouen, N. Ango, 1626
- Les Épîtres de S. Ignace, évesque d'Antioche... nouvellement traduites en françois, Rouen, R. de Beauvais, 1615
- L'Évangile en son trosne, sermons sur la parole de Dieu contre le calvinisme, Rouen, M. Lallemant, 1631
- Les Métamorphoses divines : où se voyent déclarées et représentées les œuvres admirables de la Divinité, levés aux livres sacrés de la Bible, Rouen, Louys Du Mesnil, 1631
- Le Panthéon spirituel, traicté méditatif à la louange de ce temple antique, Paris, J. de Bordeaulx, [s. d.]
- Le Promenoir sacerdotal sur les commencemens et origines de la gloire et accroissement du règne universel de l'Église de Dieu, en ses sacrées appartenances, ornemens de la foy, et autres dépendances de la religion catholique apostolique et romaine, Rouen, R. Féron et J. Courant, [s. d.]
- Tapisseries sacrées, à l'honneur de l'Église de Dieu sur chacun jour des principales festes de Nostre Seigneur, de la très-saincte Vierge et autres sainctz, Paris, S. Pigoreau, 1617

## Pour approfondir